# ジェームズ・ノースコート
ジェームズ・ノースコート（James Northcote RA、1746年10月22日 - 1831年7月13日）は、イギリスの画家である。肖像画や歴史画などを書いた。文筆家としても 画家ジョシュア・レノルズの伝記を描いた。

## 略歴
イングランド南西部の港湾都市、プリマスで生まれた。父親のサミュエル・ノースコート(Samuel Northcote)は時計や眼鏡の職人で、父親の仕事を学びながら、余暇に絵を描いていた。23歳の1769年に、父親の仕事を継ぐのを止めて肖像画家になった。4年後、ロンドンに移り、 ジョシュア・レノルズ(1723-1792)の住み込みの弟子となるとともに、ロイヤル・アカデミー・オブ・アーツに入学した。
2年ほどで、レノルズの工房を離れ、故郷のデヴォンに戻り、肖像画家として金を貯めて、1775年にイタリアに留学した。3年間のイタリア修行から帰国すると、しばらく故郷で過ごした後、ロンドンにでてジョン・オーピー(1761-1807)やヨハン・ハインリヒ・フュースリー(1741–1825)といった画家と人気を競い合った。
1786年にロイヤル・アカデミー・オブ・アーツの準会員に選ばれ、翌年正会員になった。版画家で出版業者のジョン・ボイデルがシェイクスピアの戯曲の場面を、同時代の画家に描かせ版画化して出版する大規模なプロジェクトのために何点かの作品を描いた。
文筆家としても知られ、画家、劇作家のプリンス・ホーア(Prince Hoare: 1755–1834)が編集していた『アーティスト』誌に寄稿し、1813年には、師のジョシュア・レノルズの伝記「Life of Reynolds」を執筆した。その他にもいくつかの著作がある。

## 作品

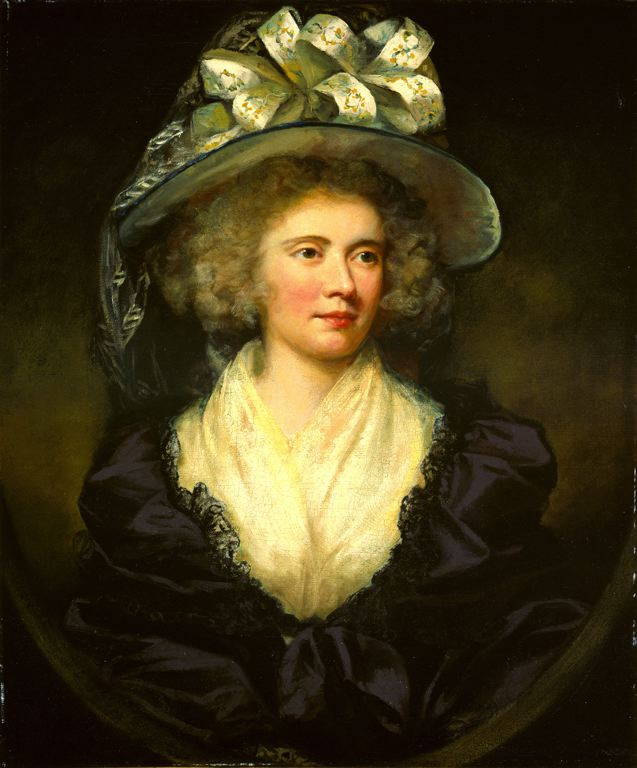
肖像画 (1789)
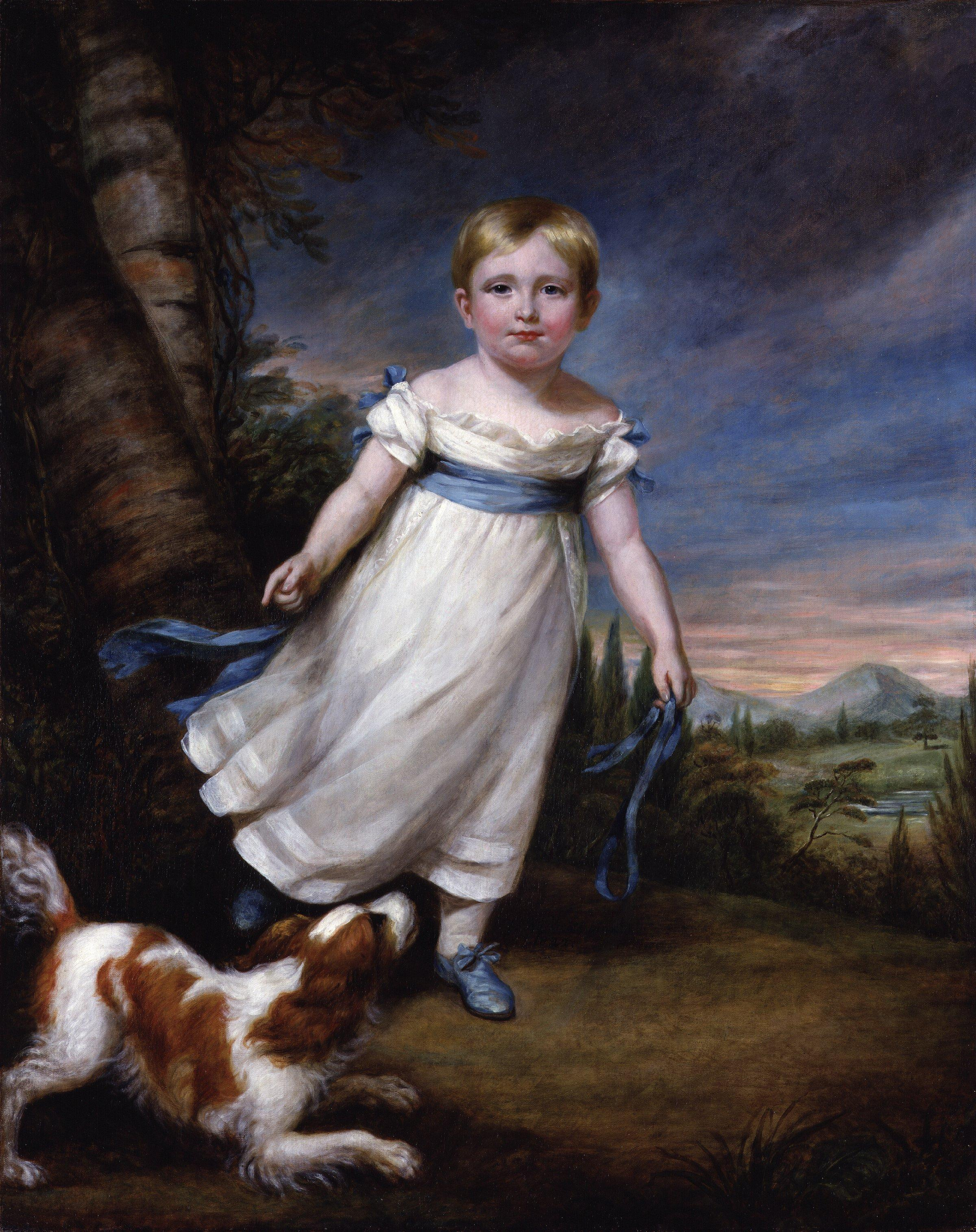
幼児期のジョン・ラスキン ナショナル・ポートレート・ギャラリー
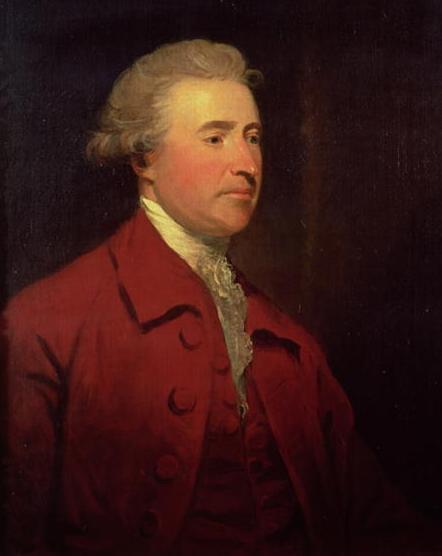
エドマンド・バーク Royal Albert Memorial Museum
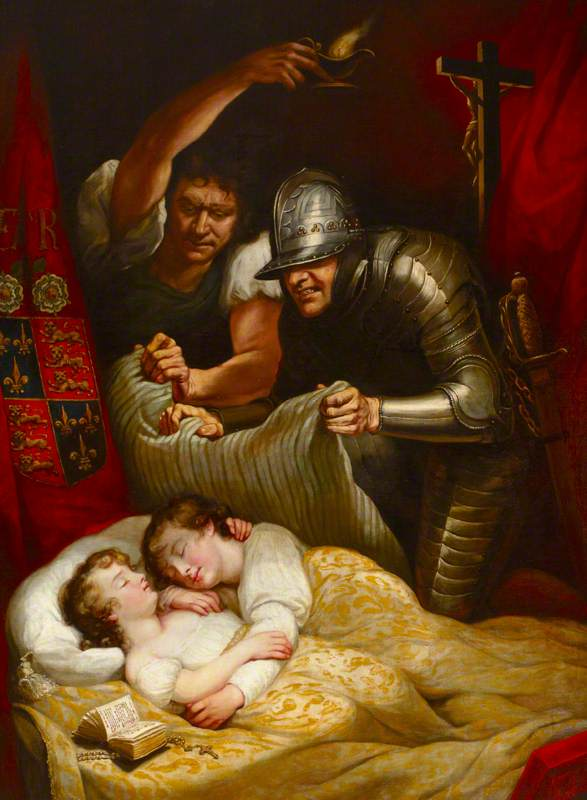
ロンドン塔でのエドワード5世と弟の暗殺 (1786)

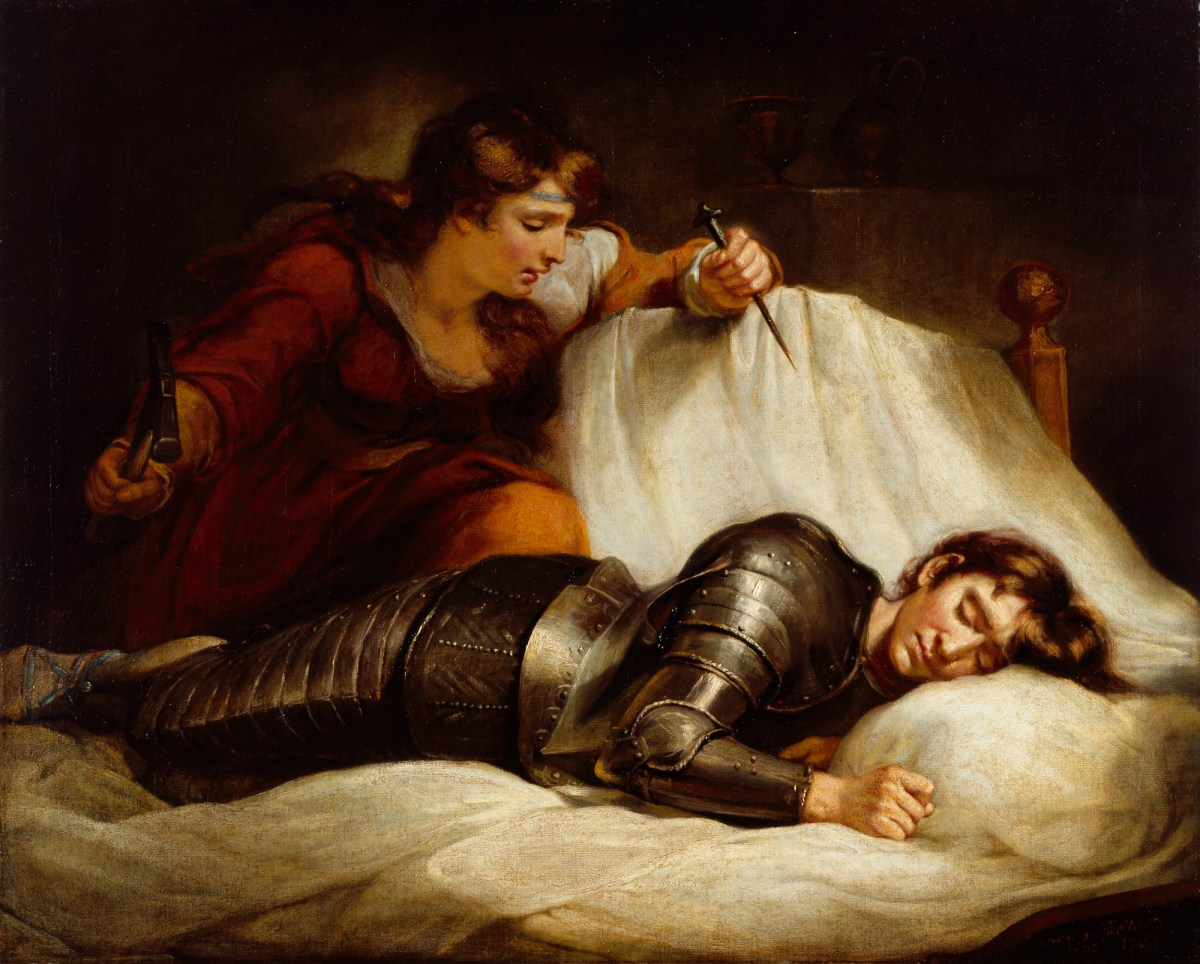
ヤエルとシスラ (1787)
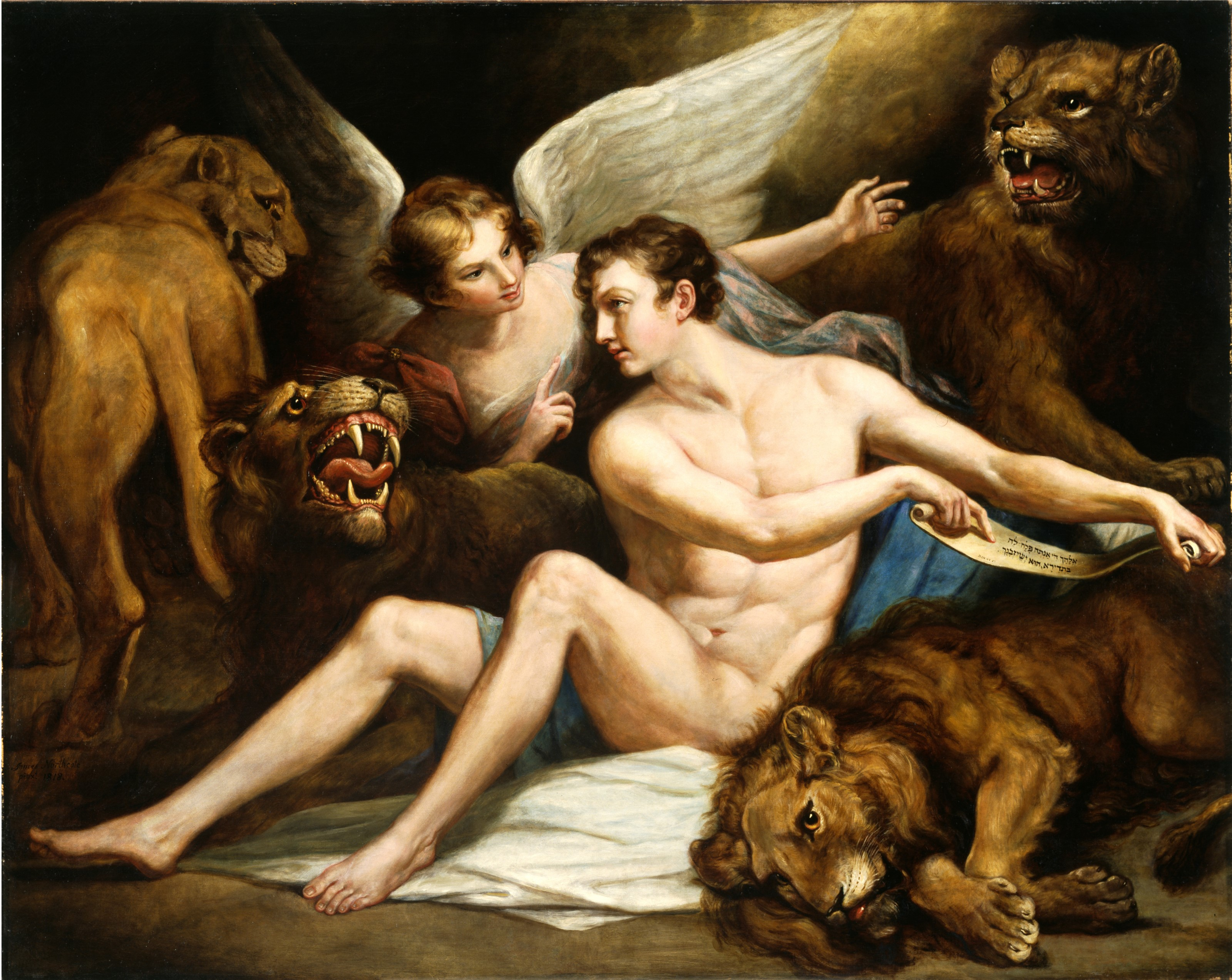
ダニエルとライオン
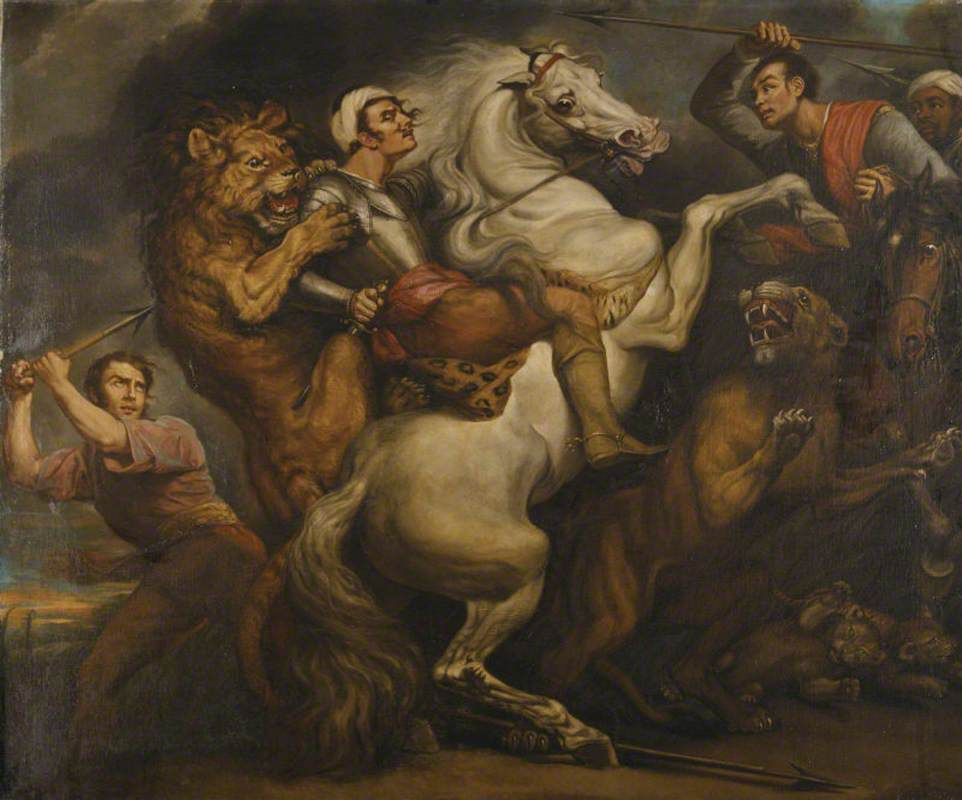
ライオン狩り (1819)